# Idrissa Seck

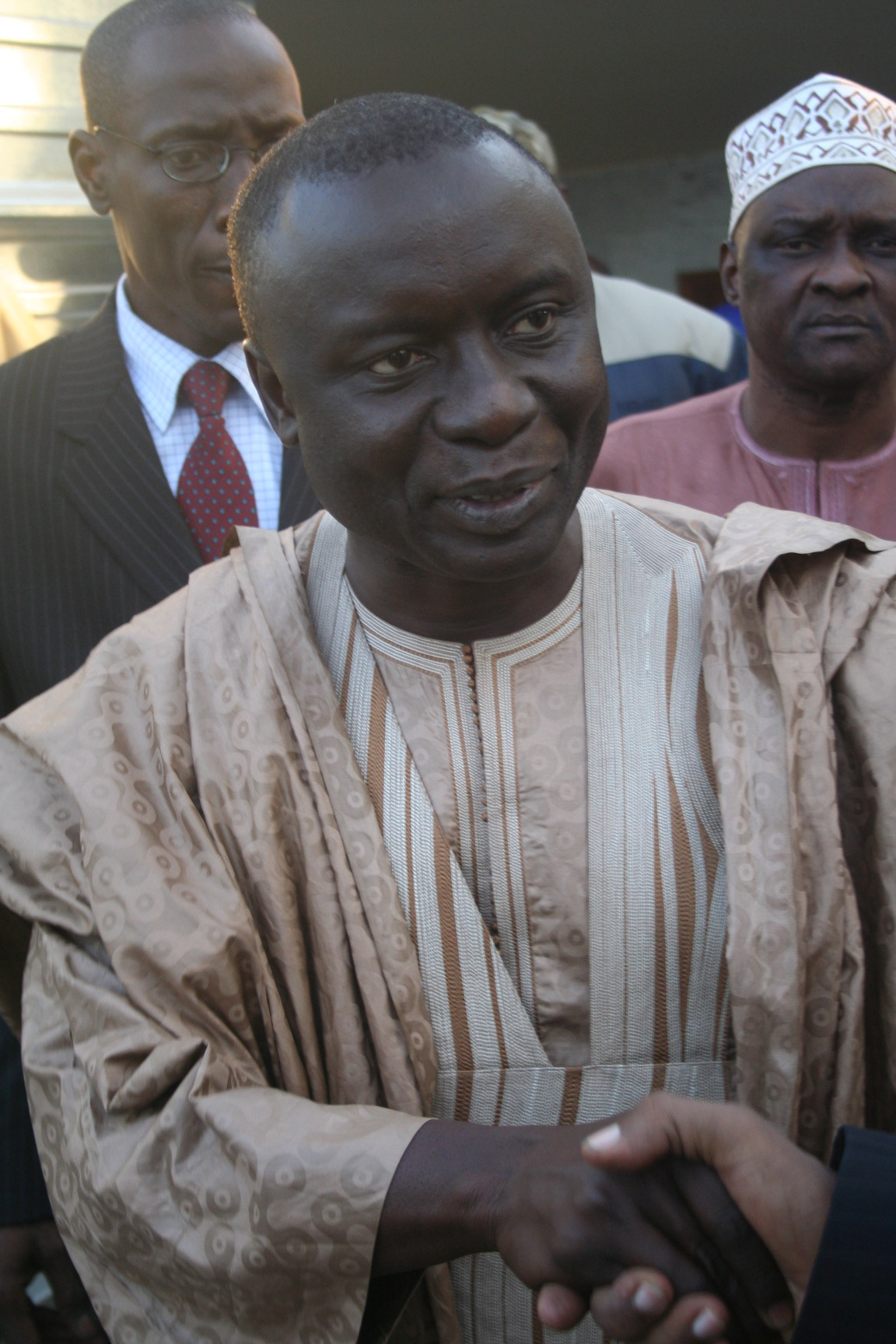
Idrissa Seck (2008)

Idrissa Seck (* 9. August 1959 in Thiès) war von 2002 bis 2004 Premierminister des Senegal.
Bis zu seiner Ernennung zum Premierminister war Seck Bürgermeister von Thiès gewesen, einer Großstadt 70 km östlich von Dakar. Er war seit dem 4. November 2002 Premierminister des Senegal, bis er am 21. April 2004 von Präsident Abdoulaye Wade entlassen wurde. Als Nachfolger ernannte Wade den bisherigen Innenminister Macky Sall.
Idrissa Seck trat bei den Präsidentschaftswahlen 2007, 2012, 2019 und 2024 als Kandidat an. Obwohl er 2007 und 2019 mit 14,92 % und 20,51 % das zweitbeste Stimmenergebnis erzielt hatte, blieb er chancenlos, da bei diesen Wahlen eine Stichwahl nicht erforderlich war. 2012 reichte sein Stimmergebnis mit 7,56 % nur für den fünften Platz unter den Kandidaten, ebenso 2024, als er nur 0,9 % der Stimmen erhielt.